# NGC 5820
NGC 5820 (другие обозначения — UGC 9642, MCG 9-25-1, ZWG 273.38, ZWG 274.4, ARP 136, PGC 53511) — линзообразная галактика (S0) в созвездии Волопас.
Этот объект входит в число перечисленных в оригинальной редакции «Нового общего каталога».